# Love Letters from Elvis
| Recensione   | Giudizio   |
| ------------ | ---------- |
| AllMusic     | [ 1 ]      |
| Billboard    | Favorevole |
| MusicHound   | [ 3 ]      |
| Rough Guides | [ 4 ]      |

Love Letters from Elvis è il 32° album in studio di Elvis Presley pubblicato negli Stati Uniti nel 1971.

## Descrizione
Il disco è composto da brani sparsi provenienti dalle lunghe sessioni di registrazione che Presley aveva tenuto a Nashville nel giugno del 1970. La maggior parte delle 35 canzoni registrate durante queste sedute erano state usate per gli album That's the Way It Is ed Elvis Country (I'm 10,000 Years Old). Cercando di ricavare un terzo album dalle sessioni, la RCA Records ordinò al produttore Felton Jarvis di selezionare i brani rimanenti, cercando di renderli pubblicabili attraverso svariate sovraincisioni. Come risultato l'album venne stroncato dalla critica e fallì l'entrata nella top 20 di Billboard negli Stati Uniti. In Europa invece il disco andò decisamente meglio piazzandosi alla posizione numero 7 della classifica in Gran Bretagna.
La title track dell'album, la canzone Love Letters, è un rifacimento pressoché identico della versione già pubblicata dallo stesso Presley su singolo nel 1966. Il blues Got My Mojo Working venne estrapolato da una jam session in studio; la versione di Presley incorpora parte del testo del brano Hands Off, una canzone degli anni quaranta opera di Frankie Castro.
Dall'album furono estratti tre singoli. Il singolo Life / Only Believe venne pubblicato nel marzo 1971 e raggiunse solo la 53ª posizione in classifica. Heart of Rome venne piazzata come B-side della canzone I'm Leavin' (non presente su quest'album) pubblicata come singolo nell'agosto 1971.

## Tracce
1. Love Letters (Edward Heyman, Victor Young) – 2:53
2. When I'm Over You (Shirl Milete) – 2:28
3. If I Were You (Nelson) – 3:01
4. Got My Mojo Working (Preston Foster) – 4:36
5. Heart of Rome (Alan Blaikley, Ken Howard, Stephens) – 2:56
6. Only Believe (Rader) – 2:50
7. This Is Our Dance (Les Reed, Stephens) – 3:16
8. Cindy, Cindy (Dolores Fuller, Kaye, Ben Weisman) – 2:32
9. I'll Never Know (Karger, Wayne, Ben Weisman) – 2:25
10. It Ain't No Big Thing (But It's Growing) (Hall, Merritt, Merritt) – 2:49
11. Life (Shirl Milete) – 3:10[7]